# Pseudalosterna mupinensis
Pseudalosterna mupinensis là một loài bọ cánh cứng trong họ Cerambycidae.